# Ambient 1: Music for Airports
Ambient 1: Music for Airports je studiové album britského hudebníka Briana Eno. Jeho nahrávání probíhalo v roce 1978 v Londýně („1/1“, „1/2“ a „2/1“) a Kolíně nad Rýnem („2/2“). Album vyšlo ve stejném roce u vydavatelství E.G./Polydor/Virgin/GRT Records. Album produkoval Eno, který rovněž vytvořil i obal alba.

## Seznam skladeb
| Pořadí         | Název          | Autor                                 | Délka |
| -------------- | -------------- | ------------------------------------- | ----- |
| 1.             | 1/1            | Brian Eno, Rhett Davies, Robert Wyatt | 16:30 |
| 2.             | 2/1            | Brian Eno                             | 8:20  |
| 3.             | 1/2            | Brian Eno                             | 11:30 |
| 4.             | 2/2            | Brian Eno                             | 6:00  |
| Celková délka: | Celková délka: | Celková délka:                        | 48:32 |

## Obsazení
Hudebníci
- Brian Eno – syntezátory, elektrické piano
- Christa Fast – zpěv („2/1“, „1/2“)
- Christine Gomez – zpěv („2/1“, „1/2“)
- Inge Zeininger – zpěv („2/1“, „1/2“)
- Robert Wyatt – akustické piano („1/1“, „1/2“)

Produkce
- Brian Eno – producent, zvukový inženýr
- Dave Hutchins – zvukový inženýr („2/1“, „1/2“)
- Conny Plank – zvukový inženýr („2/2“),
- Rhett Davies – zvukový inženýr („1/1“)